# 塞维利亚艺术与传统博物馆

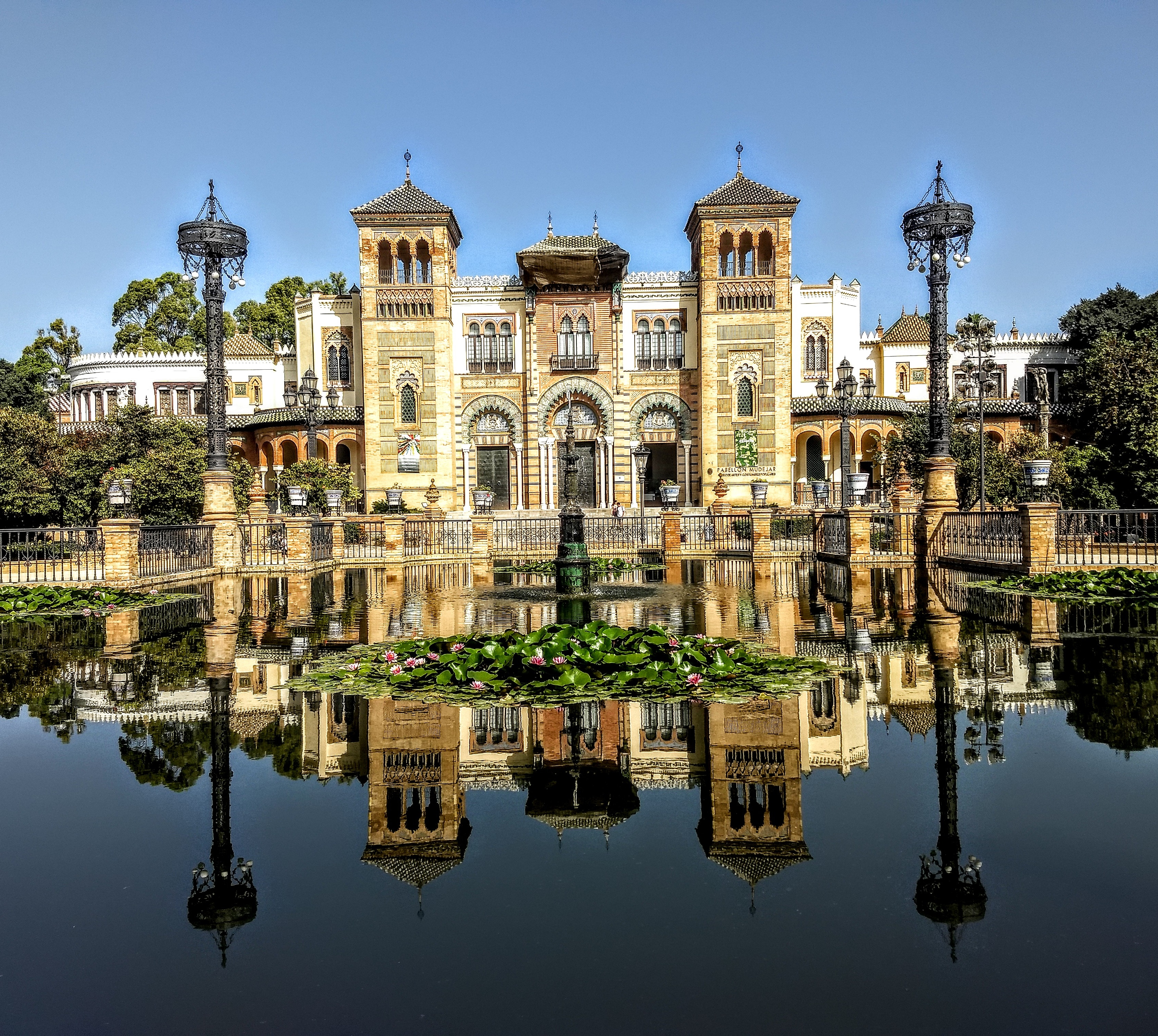
塞维利亚艺术与传统博物馆

塞维利亚艺术与传统博物馆（西班牙語：Museo de Artes y Costumbres Populares）是西班牙安达卢西亚塞维利亚的一个博物馆，位于玛丽亚路易莎公园，隔美洲广场与塞维利亚考古博物馆相对。2007年有84,496人次参观。
博物馆建筑原为阿尼巴尔·冈萨雷斯设计的穆德哈尔馆（Pabellón Mudéjar），建于1914年，这是为1929年伊比利亚-美洲博览会而建的几座永久性建筑之一。 外墙和三个入口以瓷砖和琉璃瓦装饰。
该建筑原本只有两层，在20世纪60年代将高达12米的主层隔为两层。1972年，增设了螺旋楼梯。1973年3月4日博物馆向公众开放。常设展览面积达5496平方米。